# Tugu (Purwoasri)
Tugu is een bestuurslaag in het regentschap Kediri van de provincie Oost-Java, Indonesië. Tugu telt 2010 inwoners (volkstelling 2010).